# Blue River (Wisconsin)
Pour les articles homonymes, voir Blue River.
Blue River est un village du comté de Grant, dans l'État du Wisconsin, aux États-Unis. En 2020, il comptait une population de 457 habitants.